# Catatonia
Catatonia byla velšská alternativní rocková skupina, založená v roce 1992 v Cardiff. Hlavními autory písní pro skupinu byla zpěvačka Cerys Matthews a kytarista Mark Roberts. Své první studiové album nazvané Way Beyond Blue skupina vydala v roce 1993 u vydavatelství Blanco y Negro Records. První album nemělo prakticky žádný úspěch, druhé International Velvet (1998) se umístilo na prvním místě v žebříčku UK Albums Chart. Další album Equally Cursed and Blessed vyšlo v roce 1999 a čtvrté Paper Scissors Stone v roce 2001. Skupina se rozpadla v roce 2002.